# 穆洛特
穆洛特（法語：Moulotte，法語發音：[mulɔt]）是法国默兹省的一个市镇，位于该省东部偏北，属于凡尔登区。

## 地理
穆洛特（49°6'5"N, 5°44'23"E）面积5.53 平方千米，位于法国大東部大區默兹省，该省份为法国西北部内陆省份，北与比利时接壤，西接马恩省和阿登省，南至上马恩省和孚日省，东临默尔特-摩泽尔省。
与穆洛特接壤的市镇（或旧市镇、城区）包括：阿拉蒙、阿尔维尔、拉伯维尔、维莱苏帕雷。

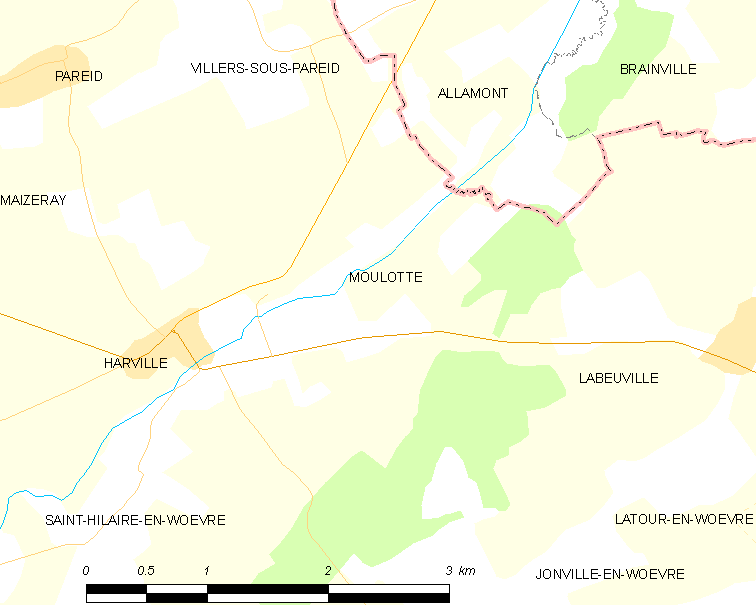
穆洛特的OSM定位图

穆洛特的时区为UTC+01:00、UTC+02:00（夏令时）。

## 行政
穆洛特的邮政编码为55160，INSEE市镇编码为55363。

## 政治
穆洛特所属的省级选区为埃坦县。

## 人口

1962-2008年间穆洛特人口变化图示

穆洛特于2022年1月1日时的人口数量为87人。

## 交通
默兹省省道D26线和D202线在镇中心交汇，省道D903线经过境内南侧。